# حديقة الراية الهاشمية
حديقة الراية الهاشمية هي حديقة تابعة لأمانة عمان الكبرى وتقع في مدينة عمان في الأردن في حيّ المدينة الرياضية. ويعود تأسيسها إلى عام 1990م وهي من أقدم الحدائق في عمّان وتم حديثا بناء مكتبة ضخمة فيها وملعب عشب طبيعة ومساحتها تقدر بحوالي 1000 متر.